# Ente di decentramento regionale

Confini degli EDR, coincidenti a quelli delle precedenti province

Gli enti di decentramento regionale (EDR), istituiti con legge regionale n. 21 del 29 novembre 2019 (Esercizio coordinato di funzioni e servizi tra gli enti locali del Friuli-Venezia Giulia e istituzione degli enti di decentramento regionale) e operativi dal 1º luglio 2020, sono enti funzionali della Regione a statuto speciale Friuli-Venezia Giulia.

## Caratteristiche
L'articolo 27 della legge regionale n. 21/2019 stabilisce lo scioglimento di diritto, a decorrere dal 1º gennaio 2021, delle precedenti Unioni Territoriali Intercomunali, che, a loro volta, sostituivano le vecchie province ordinarie, abolite per mezzo della legge regionale n. 20 del 9 dicembre 2016.
L'ambito territoriale di competenza di ciascuno dei quattro enti corrisponde a quello delle rispettive province soppresse.
Hanno personalità giuridica, autonomia gestionale, patrimoniale, contabile nonché organizzativa, anche se sono comunque sottoposti al controllo della Regione.
All'interno di ciascuno degli EDR sono presenti:
- un servizio tecnico cui affidare, tra l’altro, i compiti e le funzioni in materia di edilizia scolastica relativa agli istituti scolastici superiori nonché quelle relative alla progettazione e all'esecuzione di lavori pubblici di competenza dei comuni ricompresi nel rispettivo territorio che intendono avvalersi degli EDR in delegazione amministrativa intersoggettiva;
- un servizio affari generali, con funzioni trasversali di natura amministrativa e contabile.

Gli enti di decentramento regionale, oltre a esercitare i compiti sopra indicati, costituiscono, per gli enti locali ricompresi nei rispettivi territori, gli ambiti di riferimento per l'esercizio delle funzioni di centrale di committenza finalizzate all'acquisizione di beni e servizi, ai sensi della normativa nazionale e regionale sui contratti pubblici.
I comuni possono avvalersi degli EDR per il conferimento, in delegazione amministrativa intersoggettiva, della progettazione e dell'esecuzione di lavori pubblici di propria competenza. Gli EDR possono stipulare accordi con i comuni interessati ai fini dell'utilizzo degli edifici scolastici.

## Enti di decentramento regionale
| EDR           | Capoluogo | Comuni |
| ------------- | --------- | ------ |
| EDR Gorizia   | Gorizia   | 25     |
| EDR Pordenone | Pordenone | 50     |
| EDR Trieste   | Trieste   | 6      |
| EDR Udine     | Udine     | 134    |